# Décret sur la création du Tribunal révolutionnaire
Le décret de création du Tribunal révolutionnaire est édicté par la Convention nationale le 10 mars 1793, malgré les protestations des Girondins, et institue ce tribunal extraordinaire qui prend le nom de Tribunal révolutionnaire.

## Le discours de Danton
Le 10 mars 1793, lorsque le président entreprend de lever la séance à 18 h, Georges Danton s'y oppose : il réclame l'adoption immédiate des « grandes mesures qu'exige le salut de la chose publique ». Invoquant notamment les dangers d'une justice expéditive par le peuple, il s'écrie : « les ennemis de la liberté lèvent un front audacieux ; partout confondus, ils sont partout provocateurs… Arrachez-les vous-mêmes à la vengeance populaire, l'humanité vous l'ordonne ! »
En réponse, une voix l'interrompt : « septembre ! », invoquant ainsi les massacres de 1792 à Paris, et ceux du 9 septembre à Versailles, une série d'exécutions sommaires commises par des foules au début de ce mois-là.
Georges Danton saisit l'argument au vol. Selon lui, s'il y avait eu un tribunal révolutionnaire, il n'y aurait pas eu « ces journées sanglantes » que l'on reproche « si cruellement au peuple ». « Soyons terribles pour dispenser le peuple de l'être » : cette phrase de Georges Danton a fait de lui, pour la postérité, le créateur du Tribunal révolutionnaire.
Le soir du 10 mars 1793, malgré les protestations des Girondins, la Convention nationale décrète la création de ce tribunal criminel extraordinaire.
Discours intégral :
"Je somme tous les bons citoyens de ne pas quitter leurs postes. (Tous les membres se remettent en place, un calme profond règne dans toute l'Assemblée.) Quoi, citoyens ! au moment où notre position est telle, que si Maranda était battu, et cela n’est pas impossible, Dumouriez enveloppé serait obligé de mettre bas les armes, vous pourriez vous séparer sans prendre les grandes mesures qu’exige le salut de la chose publique ? Je sens à quel point il est important de prendre des mesures judiciaires qui punissent les contre-révolutionnaires ; car c’est pour eux que ce tribunal est nécessaire ; c’est pour eux que ce tribunal doit suppléer au tribunal suprême de la vengeance du peuple. Les ennemis de la liberté lèvent un front audacieux ; partout confondus, ils sont partout provocateurs. En voyant le citoyen honnête occupé dans ses foyers, l'artisan occupé dans ses ateliers, ils ont la stupidité de se croire en majorité : eh bien, arrachez-les vous-mêmes à la vengeance populaire, l'humanité vous l’ordonne.
Rien n’est plus difficile que de définir un crime politique; mais si un homme du peuple, pour un crime particulier, en reçoit à l’instant le châtiment; s’il est si difficile d'atteindre un crime politique, n'est-il pas nécessaire que des lois extraordinaires, prises hors du corps social, épouvantent les rebelles et atteignent les coupables? Ici le salut du peuple exige de grands moyens et des mesures terribles. Je ne vois pas de milieu entre les formes ordinaires et un tribunal révolutionnaire. L'histoire atteste cette vérité ; et puisqu'on a osé, dans cette Assemblée, rappeler ces journées sanglantes sur lesquelles tout bon citoyen a gémi, je dirai, moi, que si un tribunal eût alors existé, le peuple auquel on a si souvent, si cruellement reproché ces journées, ne les aurait pas ensanglantées; je dirai, et j'aurai l’assentiment de tous ceux qui ont été les témoins de ces terribles événements, que nulle puissance humaine n’était dans le cas d'arrêter le débordement de la vengeance nationale. Profitons des fautes de nos prédécesseurs.
Faisons ce que n’a pas fait l’Assemblée législative ; soyons terribles pour dispenser le peuple de l’être ; organisons un tribunal, non pas bien, cela est impossible, mais le moins mal qu'il se pourra, afin que le glaive de la Loi pèse sur la tête de tous ses ennemis.
Ce grand œuvre terminé, je vous rappelle aux armes, aux commissaires que vous devez faire partir, au ministère que vous devez organiser ; car nous ne pouvons le dissimuler, il nous faut des ministres ; et celui de la marine, par exemple, dans un pays où tout peut être créé, parce que tous les éléments s'y trouvent, avec toutes les qualités d'un bon citoyen, n’a pas créé de marine ; nos frégates ne sont pas sorties et l'Angleterre enlève nos corsaires. Eh bien, le moment est arrivé, soyons prodigues d'hommes et d'argent ; déployons tous les moyens de la puissance nationale, mais ne mettons la direction de ces moyens qu'entre les mains d’hommes dont le contact nécessaire et habituel avec vous vous assure l’ensemble et l’exécution des mesures que vous avez combinées pour le salut de la République. Vous n'êtes pas un corps constitué, car vous pouvez tout constituer vous-mêmes. Prenez-y garde, citoyens, vous répondez au peuple de nos armées, de son sang, de ses assignats ; car si ses défaites atténuaient tellement la valeur de cette monnaie que les moyens d’existence fussent anéantis dans ses mains, qui pourrait arrêter les effets de son ressentiment et de sa vengeance ? Si, dès le moment que je vous l’ai demandé, vous eussiez fait le développement de forces nécessaires, aujourd'hui l'ennemi serait repoussé loin de nos frontières.
Je demande donc que le tribunal révolutionnaire soit organisé, séance tenante, que le pouvoir exécutif, dans la nouvelle organisation, reçoive les moyens d'action et d'énergie qui lui sont nécessaires. Je ne demande pas que rien soit désorganisé, je ne propose que des moyens d'amélioration. Je demande que la Convention juge mes raisonnements et méprise les qualifications injurieuses et flétrissantes qu'on ose me donner. Je demande qu’aussitôt que les mesures de sûreté générale seront prises, vos commissaires partent à l'instant, qu’on ne reproduise plus l’objection qu'ils siègent dans tél ou tel côté de cette salle. Qu'ils se répandent dans les départements, qu'ils y échauffent les citoyens, qu'ils y raniment l'amour de la liberté, et que, s’ils ont regret de ne pas participer à des décrets utiles, ou de ne pouvoir s'opposer à des décrets mauvais, ils se souviennent que leur absence a été le salut de la patrie.
Je me résume donc : ce soir, organisation du - tribunal, organisation du pouvoir exécutif; demain, mouvement militaire; que, demain, vos commissaires soient partis; que la France entière se lève, coure aux armes, marche à l'ennemi; que la Hollande soit envahie; que la Belgique soit libre ; que le commerce d'Angleterre soit ruiné ; que les amis de la liberté triomphent de cette contrée: que nos armes, partout victorieuses, apportent aux peuples la délivrance et le bonheur; que le monde soit vengé."

## Fonction du Tribunal révolutionnaire
La juridiction de ce tribunal s'étend à « toute entreprise contre-révolutionnaire, de tout attentat contre la liberté, l'égalité, l'unité, l'indivisibilité de la République, la sûreté intérieure et extérieure de l'État, et de tous les complots tendant à rétablir la royauté ». Comme le tribunal extraordinaire du 17 août 1792, il n'y a pas d'appel et ni de cassation. La Convention, qui nomme juges et jurés, est seule habilitée à traduire les prévenus devant le tribunal par un décret d'accusation.
Un an plus tard, le 16 germinal an II (5 avril 1794), ce tribunal condamne Georges Jacques Danton à mort.

## Source
Original du décret sur Gallica : Lepec, « Bulletin des lois, décrets et ordonnances, depuis le mois de juin 1789 jusqu'au mois d'août 1830 », sur Gallica